# Шелдон Планктон
Шелдон Џејмс Планктон је измишљени лик у цртаној серији Сунђер Боб Коцкалоне. Живи са својом компјутерском женом Карен у ресторану Кофа са Помијама. Ради у свом ресторану али му ретко кад дође неки гост. Његов ресторан је у исто време његов дом али и научна лабораторија. Најбољи друг му је био Кеба Краба све док се нису посвађали. Од тада му је најгори непријатељ и конкуренција са својим рестораном „Код Кеба Крабе”. Планктон стално покушава да му украде тајни рецепт за чувене Кеба пљеске. Али увек прође неславно и не дочепа се рецепта. У цртаном филму представљен је као зао и љубоморан. На возачкој дозволи господина Крабе пише да је рођен 30. новембра 1942, а будући да су Кеба Краба и Планктон рођени истог дана, то је уједно и датум Планктоновог рођења. Гласови позајмили Димитрије Стојановић, Милан Антонић и Милош Дашић.

## Опис
Планктон је, како му само име каже мали, зелени планктон који може да стане на длан просечног човека. Средину главе му заузима велико жуто око са црвеном зеницом. Има две мршаве антене и на свакој од њих по четири шиљка који су распоређени дуж антена. Такође има и једну црну, дебелу обрву изнад ока.

## Биографија
Шелдон Џеј Планктон, рођен је 30. новембра 1942. као једино познато дете Маме и Гордона Планктон. На датум његовог рођења је рођен и његов бивши најбољи пријатељ, Евгеније Краба.
Док су били деца, Планктон и Краба су били удружени, поготово зато што су обојица били сиромашни. Схватили су да их новац може извући из сиромаштва, направили су формулу за пљескавицу и отворили мини ресторан на локалној депонији. У почетку њихове пљескавице нису биле успешне, а прва муштерија им је био Стари Џенкинс, који је није добро оценио. Планктон је почео да се жали како је Џенкинс био превише стар да би се носио са пљескавицом. Краба је покушао да узме рецепт од Планктона како би га мало поправио, међутим Планктон је то желео да уради сам. Краба је узео рецепт, а планктон се сећао само једног дела старог рецепта за пљескавицу „Прстохват помије”.
Планктон је одлучио да направи свој ресторани и свој рецепт, користећи науку и онога чега се сећао од састојака из првобитног рецепта. Свој ресторан, у ком је продаје помије, је назвао Кофа с ' Помијама, док је Кеба свој ресторан, у ком продаје Кебине Пљескавице, назвао поп себи, „Код Кеба Крабе”. До дана данашњег покушава да украде тајни рецепт за Кебину Пљескавицу и избаци Кебу из посла. Како би то постигао, он би урадио било та, чак и најлуђе ствари.
У епизоди „Глупани и змајеви”, потврђује се да мржња између породица Планктона и Краба траје већ више векова од када је Планктонов предак, Планктономор, покушао да заузме краљевство којим је Кебин предак, Краљ Краба, владао. Пошто није било никакве мржње између Крабе и Планктона у њиховом детињству, могуће је да су њихове породице решиле све између себе све до Крабине и Планктонове свађе. Чак и данас, њих двојца се понекад добро слажу као што је у епизодама „Нови лист” и „Најбољи непријатељи”.
Планктон је дипломирао као возач тенкова. Касније у животу се оженио са Карен.
Планктонов ресторан, Кофа с ' Помијама, одувек је био неуспешан, али не само због лоше конструкције ресторана, лоше хране и грубом третману према муштеријама, већ и зато што је одмах прекопута најбољи ресторан у граду, „Код Кеба Крабе”. Као што и само име ресторана каже, у њему се служе јела направљена од помија. У епизоди „Планктонова стална муштерија”, Кеба ставља помије на јеловник како би Планктонов стални купац (који се претвара да воли помије јер му је Карен платила за то како би Планктон престао да кука како нема муштерије) јео у Код Кеба Крабе, а не у Кофи с ' Помијама. Ово показује да су помије природно неукусне, изузеци су епизоде „Масне форе” и „Перкелт од помија”. У првом случају Планктон је на помије ставио маст, и то је некако прекрило лош укус муштеријама које су осећале само маст. У другој од горенаведених епизода, Лигњослав се запошљава у Кофи с' Помијама и према тајном породичном рецепту његове баке претвара помије у веома укусно јело.
Требало би поменути како су помије у правом животу направљене и од делова риба који нису јестиви за човека, као, на пример, рибља глава и црева, и то се користи као мамац за ајкуле и слична створења. То би значило да планктон убија рибе или сакупља делове мртвих, и даје даје другим рибама да то једу тиме промовишући канибализам. Ова тврдња је потврђена у епизоди „Кебина хроника” у којој Сунђер Боб објављује ту причу у новинама, међутим испоставило се да је та прича лажна јер је господин Краба натерао Сунђер Боба да пише лажне приче у новинама како би се продавале. Вероватно су у алтернативној стварности (у серији) помије направљене од других одвратних ствари које су поменуте у епизоди „Сунђеријус” међу којима делови риба нису били набројани.
Планктон нема запослене раднике и управља потпуно сам Кофом с' Помијама, иако већину свог времена проводи у својој лабораторији јер нема купце. Планктон води ресторан само када има потенцијалне купце. Поред тога, када има клијенте, он такође користи вештачку интелигенцију (машине) за покривање других позиција.
Иако је у више наврата наведено да Планктон никада није имао ниједног купца, имао је кратки успех у неколико наврата, посебно у новијим епизодама, попут „Сунђеријус” и „Мамац пећина”. Фан је једном писао Стивену Хиленбургу, питајући ако је Планктон геније у области роботике, проналазака и технологије (укључујући и многе друге области), зашто Планктон не продаје компјутере и слично уместо брзу храну (што би му вероватно донело много бољи успех). Хилленбург је одговорио на то тако што је рекао да Планктон никада није кренуо овим путем, једноставно због тога што никада раније није размишљао о томе, али и због чињенице да је Планктон мало неспособан.
У епизоди Само главно јело, открива се да Планктон има страх од китова откако је један кит појео његову породицу на пикнику. Још један разлог зашто их се Планктон плаши јесте зато што и иначе китови једу планктоне.
У филму Сунђер Боб Коцкалоне (за који је било потврђено да ће се одржати на крају серије), Планктон је заборавио на све своје планове како би се приближио „Плану З”. Према његовим упутствима, украо је круну Краља Нептуна и продао је Шел Ситију, окривљујући господина Крабу за то. Када је краљ Нептун замрзнуо Крабу, Планктон је преузео тајни рецепт за кебину пљескавицу и постао веома успешан у производњи пљески. Користећи шлемове за контролу ума, Планктон је претворио Коралово у своје краљевство по имену Планктонополис, где сви служе Планктону. Међутим, Сунђер Боб и Патрик га заустављају тако што уништавају шлемове за контролу ума и тиме ослобађају Кораловчане. Њих двојца такође враћају круну њеном законитом власнику, Краљу Нептуну. Кораловчани хватају Планктона и затварају га у Затворску Институцију.

## Породица
Планктонова „жена”, Карен, је компјутер коју је Планктон сам направио, иако ниједан од њих у потпуности не разматра другог као своју истинску љубав. Њихов однос је веома проблематичан, иако је то мало поправљено догађајима из епизоде „Преоптерећење компјутера”. Понекад Планктон апсолутно ужасно третира Карен, као што је, на пример, направио Ај Карен, своју нову жену. Планктон такође за већину својих неуспеха криви Карен. 
Његова бака Лили Планктон појављује се у две епизоде.
Као микроскопски организам, Планктон биолошки има породицу који чини хиљаде планктона. У епизоди „Планктонова војска”, он позива целу своју породицу како би му помогли да украде тајни рецепт, мислећи да су сви криминалци као он. Међутим, много њих уопште нису криминалци већ необразовани сељаци. 
Планктон има два позната предака. Један је зли чаробњак Планктономор, који је живео у средњем веку и појавио се у епизоди „Глупани и змајеви”. Други је Једнооки Планктон, богати грађанин који је покушао да на непријатељски начин преузме Једнооку Клисуру, међутим он бива поражен од шерифа Сунђер Баје Коцкалонеа. Једнооки Планктон је живео у време дивљег запада и појавио се у епизоди „Напаст запада”.